# Maria Francesca di Savoia-Nemours
Maria Francesca Elisabetta di Savoia-Nemours (Parigi, 22 giugno 1646 – Lisbona, 27 dicembre 1683) fu principessa di Savoia per nascita e divenne regina di Portogallo dal 1666 al 1668 come moglie di re Alfonso VI e nuovamente nel 1683 avendo sposato il cognato, re Pietro II.

## Biografia
Nata il 22 giugno 1646 a Parigi, la principessa Maria Francesca era figlia di Carlo Amedeo di Savoia-Nemours, duca di Aumale, e di Elisabetta di Borbone-Vendôme.
Necessitando del supporto portoghese contro il nemico comune, la Spagna, il re Luigi XIV di Francia combinò un matrimonio tra Maria Francesca, appartenente a un'importante famiglia della nobiltà francese, con il nuovo re di Portogallo Alfonso VI; egli era un giovane uomo dalla salute cagionevole, psicologicamente instabile e la cui parte sinistra era paralizzata.
Maria Francesca partì da La Rochelle a bordo della Vendôme. Una volta raggiunta Lisbona, dove si sposò nel 1666, si trovò però ben presto scontenta del suo destino, così fomentò una rivolta che portò alla fine del governo di Luís de Vasconcelos e Sousa, III conte di Castelo Melhor.
Dal momento che la guerra di restaurazione portoghese era ancora in corso, il governo dell'incapace Alfonso VI era influenzato dai membri più ambiziosi della nobiltà. Nel 1667 la regina Maria Francesca, assieme al fratello minore del re, l'infante Pietro, condusse una rivolta che costrinse il re ad abdicare dai suoi poteri e a recarsi in esilio a Terceira, nelle Azzorre. Essa si ribellò al marito grasso e impotente e, dopo sedici mesi di matrimonio non consumato, ottenne l'annullamento.
Pochi mesi dopo Maria Francesca sposò il principe Pietro, divenuto reggente per il fratello. Nel 1669 diede alla luce una figlia, Isabella Luisa di Braganza, principessa di Beira; la dinastia di Braganza si stava avviando verso l'estinzione e Pietro necessitava di un erede, ciononostante la moglie non era in grado di generare altri figli.
Alla morte di Alfonso VI nel 1683 Pietro gli succedette sul trono come Pietro II e Maria Francesca divenne nuovamente regina, per morire nel dicembre dello stesso anno.
Venne inizialmente sepolta nel convento delle francescane e poi, nel 1912, venne traslata nel Pantheon dei Braganza nel monastero di São Vicente de Fora.

## Discendenza
Maria Francesca e Pietro ebbero una figlia:
- Isabella Luisa, nata a Lisbona nel 1669 e ivi morta nel 1690.

## Ascendenza
|                                   |                      |                                | Genitori                            |  |  | Nonni |  |  | Bisnonni                  |  |  | Trisnonni                 |  |
|                                   |                      |                                |                                     |  |  |       |  |  | Giacomo di Savoia-Nemours |  |  | Filippo di Savoia-Nemours |  |
|                                   |                      |                                |                                     |  |  |       |  |  | Giacomo di Savoia-Nemours |  |  | Filippo di Savoia-Nemours |  |
|                                   |                      | Carlotta d'Orléans-Longueville |                                     |  |  |       |  |  | Giacomo di Savoia-Nemours |  |  |                           |  |
| Enrico I di Savoia-Nemours        |                      |                                |                                     |  |  |       |  |  | Giacomo di Savoia-Nemours |  |  |                           |  |
|                                   |                      | Anna d'Este                    | Ercole II d'Este                    |  |  |       |  |  |                           |  |  |                           |  |
|                                   |                      | Anna d'Este                    | Ercole II d'Este                    |  |  |       |  |  |                           |  |  |                           |  |
|                                   |                      | Anna d'Este                    | Renata di Francia                   |  |  |       |  |  |                           |  |  |                           |  |
| Carlo Amedeo di Savoia-Nemours    |                      | Anna d'Este                    |                                     |  |  |       |  |  |                           |  |  |                           |  |
|                                   |                      | Carlo di Guisa                 | Claudio di Guisa                    |  |  |       |  |  |                           |  |  |                           |  |
|                                   |                      | Carlo di Guisa                 | Claudio di Guisa                    |  |  |       |  |  |                           |  |  |                           |  |
|                                   |                      | Carlo di Guisa                 | Luisa di Brezé                      |  |  |       |  |  |                           |  |  |                           |  |
| Anna di Guisa                     |                      | Carlo di Guisa                 |                                     |  |  |       |  |  |                           |  |  |                           |  |
|                                   |                      | Maria di Lorena-Elbeuf         | Renato di Guisa                     |  |  |       |  |  |                           |  |  |                           |  |
|                                   |                      | Maria di Lorena-Elbeuf         | Renato di Guisa                     |  |  |       |  |  |                           |  |  |                           |  |
|                                   |                      | Maria di Lorena-Elbeuf         | Luisa di Rieux                      |  |  |       |  |  |                           |  |  |                           |  |
| Maria Francesca di Savoia-Nemours |                      | Maria di Lorena-Elbeuf         |                                     |  |  |       |  |  |                           |  |  |                           |  |
|                                   | Enrico IV di Francia | Antonio di Borbone-Vendôme     |                                     |  |  |       |  |  |                           |  |  |                           |  |
|                                   | Enrico IV di Francia | Antonio di Borbone-Vendôme     |                                     |  |  |       |  |  |                           |  |  |                           |  |
|                                   | Enrico IV di Francia | Giovanna III di Navarra        |                                     |  |  |       |  |  |                           |  |  |                           |  |
| Cesare di Borbone-Vendôme         | Enrico IV di Francia |                                |                                     |  |  |       |  |  |                           |  |  |                           |  |
|                                   |                      | Gabrielle d'Estrées            | Antoine d'Estrées                   |  |  |       |  |  |                           |  |  |                           |  |
|                                   |                      | Gabrielle d'Estrées            | Antoine d'Estrées                   |  |  |       |  |  |                           |  |  |                           |  |
|                                   |                      | Gabrielle d'Estrées            | Françoise Babou de La Bourdaisière  |  |  |       |  |  |                           |  |  |                           |  |
| Elisabetta di Borbone-Vendôme     |                      | Gabrielle d'Estrées            |                                     |  |  |       |  |  |                           |  |  |                           |  |
|                                   |                      | Filippo Emanuele di Lorena     | Nicola di Lorena                    |  |  |       |  |  |                           |  |  |                           |  |
|                                   |                      | Filippo Emanuele di Lorena     | Nicola di Lorena                    |  |  |       |  |  |                           |  |  |                           |  |
|                                   |                      | Filippo Emanuele di Lorena     | Giovanna di Savoia-Nemours          |  |  |       |  |  |                           |  |  |                           |  |
| Francesca di Lorena               |                      | Filippo Emanuele di Lorena     |                                     |  |  |       |  |  |                           |  |  |                           |  |
|                                   |                      | Maria di Lussemburgo           | Sebastiano di Lussemburgo-Martigues |  |  |       |  |  |                           |  |  |                           |  |
|                                   |                      | Maria di Lussemburgo           | Sebastiano di Lussemburgo-Martigues |  |  |       |  |  |                           |  |  |                           |  |
|                                   |                      | Maria di Lussemburgo           | Maria di Beaucaire                  |  |  |       |  |  |                           |  |  |                           |  |
|                                   |                      | Maria di Lussemburgo           |                                     |  |  |       |  |  |                           |  |  |                           |  |